# Faith Endurin'
 (août 2025).
Pour plus de détails, voir Fiche technique et Distribution.
Faith Endurin' est un film américain réalisé par Clifford Smith, sorti en 1918.

## Synopsis
Jeff Flagg et Jim Lee sont deux amis qui se lancent dans l'élevage de bétail, mais qui se retrouvent ruinés à cause de la pollution engendrée par la mine de cuivre voisine qui appartient à Ed Crane. Lorsque celui-ci est tué, Jeff, qui se trouvait près de la scène de crime, est soupçonné et doit s'enfuir, poursuivi par le shérif Sol Durkee, qui pense pouvoir l'identifier grâce à une cicatrice sur son bras gauche. Plus tard, Jeff rencontre son vieil ami Jim, devenu shérif entre-temps. Jim s'arrange alors pour effacer l'ancienne cicatrice en tirant sur le bras de Jeff. Ils reviennent ensemble en ville, où Vic Dryer confesse qu'il a tué Crane car celui-ci s'en était pris à sa sœur Helen, par ailleurs l'amie de cœur de Jeff. Jeff est alors disculpé, et avec Jim il découvre un filon de cuivre sur les terres de leur ranch. Devenu riche, Jeff propose à Helen de se marier avec lui..

## Fiche technique
- Titre original : Faith Endurin'
- Réalisation : Clifford Smith
- Scénario d'après la nouvelle The Blue Tattooing de Kenneth B. Clarke parue dans The Saturday Evening Post
- Photographie : Stephen Rounds
- Société de production : Triangle Film Corporation
- Société de distribution : Triangle Distributing Corporation
- Pays de production :  États-Unis
- Langue originale : anglais
- Format : noir et blanc — 35 mm — 1,37:1 — Film muet
- Genre : western
- Durée : 50 minutes (5 bobines)
- Date de sortie :
  - États-Unis : 17 mars 1918
- Licence : Domaine public

## Distribution
- Roy Stewart : Jeff Flagg
- Will Jeffries : Jim Lee
- Fritzi Ridgeway : Helen Dryer
- Joseph Bennett : Vic Dryer
- Ed Brady : Edward Crane
- Walter Perkins : Sol Durkee
- Graham Pettie : Old Jerry
- Walter Perry : King